# 狂飆騎士
《狂飆騎士》是由史克威爾（現史克威爾艾尼克斯）於超級任天堂上開發的角色扮演遊戲，超任版本的游戏從未在日本以外的地區發售，銷售量在32萬套左右。
《狂飆騎士》是由七個看似無關的故事及「中世篇」、「最終篇」所組成的，雖然每個故事有它獨特的設定、角色等，但在基本操作上是一樣的。
本作是與小學館共同展開的企劃，與當時在小學館漫畫雜誌有連載的七名漫畫家，包括小林善紀、田村由美等，由這些漫畫家各負責一個章節的人物設計，史克威爾的第五開發部則由之後負責過《超時空之鑰》的時田貴司監製，井上信行負責劇本，深谷文明擔當程式設計，曾任職於卡普空的下村陽子則負責音樂部分。
遊戲難度不高，但玩家角色設計有些失衡，反使培養人物成形成了攻略遊戲的難處。
2022年7月22日於任天堂Switch發售HD-2D重製版，請歧路旅人的人設-生島直樹負責全八篇主角與配角們的立繪與插圖，並且有多國語言與角色配音。

## 設定
《狂飆騎士》裡的故事分別由小學館的七名漫畫家來進行角色設定，以下出現的人物名稱皆為遊戲內部設定：
- 原始篇－接觸：小林善紀

以沒有語言的石器時代為背景，玩家只能透過角色的動作、對話框內出現的圖片來理解劇情內容。
- 現代篇－最強：皆川亮二

以現代社會為主，敘述為了成為最強格鬥家的青年高原日勝，向另外六名格鬥家展開挑戰的故事。
- 西部篇－放浪：石渡治

講述在美國西部開拓時代，被通緝的槍手「洛日·基德」偶然來到某個鎮上後，為了保護小鎮居民而與危害當地的不法集團「瘋狂鐵拳」交手的故事。
- 功夫篇－傳承：藤原芳秀

以中國為背景，述說中國拳法「心山拳」的本代傳人心山拳老師自知年事已高，為了不令心山拳失傳而下山尋求傳人。
- 幕末篇－密命：青山剛昌

在幕末的日本，某個意圖征服日本的大名綁架了一名重要人物，收到上級密命的炎魔忍軍於是派出了忍者朧丸前去營救這位大人。
- 近未來篇－流動：島本和彥

於孤兒院長大的少年田所晃，具有神奇的超能力，卻無意間捲入了利用暴走族綁架無辜人們進行非法實驗的陸軍的陰謀。
- SF篇－機心：田村由美

敘述在遙遠的未來，於民用太空船上發生了一系列懸疑的殺人事件，服務用機器人CUBE則從開始的旁觀者，慢慢成了解決事件的關鍵。
- 中世篇－魔王：未公開，在之後出版的官方攻略本中確認是當時任職於史克威爾的宮本由香（現使用筆名：yuka）。

必須通關上面七個章節後才能選擇本篇。在某個帶有西方中世紀風格的奇幻國度盧克雷其亞，戰士奧爾斯迪特於王國舉辦的比武大會中獲勝，贏取了公主的芳心，但公主卻被復活的魔王抓走，奧爾斯迪特於是踏上了救回公主的冒險旅程。
- 最終篇：角色來自上述八個故事

主要分為對人類徹底絕望、化身新任魔王的奧爾斯迪特，透過魔王的力量操作被主角們擊敗的各篇頭目；以及被奧爾斯迪特的力量所影響，從各自的時空來到已經杳無人煙的盧克雷其亞王國的前七篇主角，為了找尋回到自己的時代的方法而在王國各地探索。

## 外部連結
- 史克威爾艾尼克斯的遊戲介紹頁 （页面存档备份，存于） （日語）
- 《狂飆騎士》HD-2D重製版官網 （页面存档备份，存于） （日語）